# Tipula (Lunatipula) macciana
Tipula (Lunatipula) macciana is een tweevleugelige uit de familie langpootmuggen (Tipulidae). De soort komt voor in het Palearctisch gebied.